# Shogun: Total War
Shogun: Total War este de un joc video de strategie din 2000, acțiunea desfășurându-se în Japonia medievală. A fost creat de Creative Assembly, ca o combinație între strategie pe runde și bătălii tactice în timp real. Acțiunea jocului se petrece între anii 1530 - 1630.

## Descriere
Shogun este primul joc din seria Total War. În jocul de debut al seriei au fost stabilite principiile de bază ale modurilor de nivel mondial și tactic. Jocul scoate în evidență opoziția caselor dominante ale Japoniei din secolul al XVI-lea, jucătorul poate face o alegere din cele șapte clanuri (fracțiuni). Acțiunea se desfășoară în perioada anilor 1530 - 1630, fiecare tură, este egală cu un anotimp, facând timpul total de joc egal cu 400 de ture. Un element caracteristic, este că jocul se poate termina la egalitate (nici unul din clanuri ne având controlul unic al teritoriului). Harta jocului este una grilă și prezintă o mapă medievală a Japoniei întinsă pe o masă. În calitate de monedă este folosit orezul, care se recoltează toamna. Din agenți, disponibil este diplomatul, spionul (Shinobi), criminalul (Ninja) și geișa, care este un tip special de asasin de elită, care, în caz de eșec al sarcinii nu moare. În joc, de asemenea, este reflectată apariția în Japonia a puterilor coloniale europene, cea portugheză și olandeză, o uniune cu acestea permițând construirea de unități artileriste.
A fost de asemenea lansat un add-on, Mongol Invasion, dedicat unei invazii ipotetice a Mongoliei în Japonia medievală. Add-on adaugă o nouă facțiune - mongolii, care nu pot construi clădiri și unități de angajare. Trupe noi mongolii câștigă după victoriile obținute.